# Niechlów
Niechlów (Duits: Nechlau) is een dorp in het Poolse woiwodschap Neder-Silezië, in het district Górowski. De plaats maakt deel uit van de gemeente Niechlów.